# Bateke

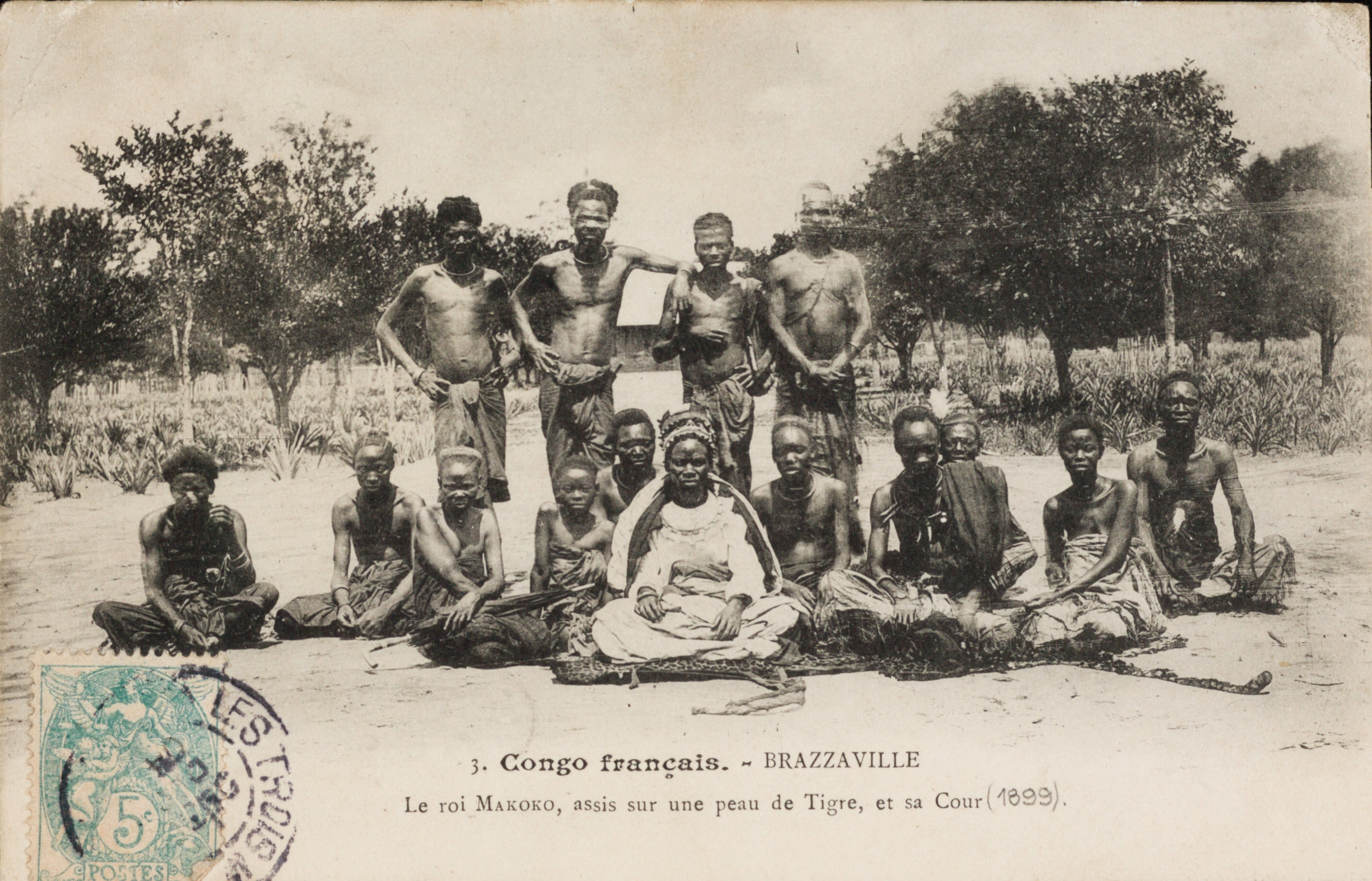
Grupo de betekes (1907).

Los bateke son una tribu del Congo en la cuenca del Alto Alima. 

## Rasgos físicos
Los bateke miden 1,64 metros y son muy delgados. La piel es negra y llevan la cabeza rapada con una especie de moño rizado en la coronilla, pero otros llevan los cabellos largos y se los trenzan formando una corona alrededor de la cabeza.
Los batekes se adornan con collares de cuentas de vidrio blancos o azules, dientes de león y leopardo y de otras fieras. Los hombres se untan la piel con aceite de palma y las mujeres se pintan de encarnado. El traje de ambos sexos es un tonelete de fibras de palmeras sujeto al talle con un cinturón de piel. 
Cultivan el mijo, el maíz, la yuca, la palmera, el tabaco y el cacahuete corriendo la labranza a cargo de las mujeres. La alimentación consiste en sapos ahumados, langostas secas, ratas asadas y ciertos coleópteros. Beben vino de palma. Son hábiles herreros y trabajan con notable destreza el hierro, el acero y el latón. Esta tribu está dividida en varios grupos que acampan en las fuentes del Nasi, las orillas del Lima, del Passa, etc. 